# Port lotniczy Turkmenbaszy
Port lotniczy Turkmenbaszy – międzynarodowy port lotniczy zlokalizowany w mieście Turkmenbaszy w Turkmenistanie.

## Kierunki lotów i linie lotnicze
| Linia lotnicza        | Kierunek                 |
| --------------------- | ------------------------ |
| Belavia               | 1. Mińsk                 |
| Turkmenistan Airlines | 1. Aszchabad 2. Daszoguz |